# Staphylococcus simulans
Espèce
Staphylococcus simulans fait partie du groupe des staphylocoques à coagulase négative,.
Comme les autres espèces de ce groupe, c'est un germe habituel de la flore cutanée des mammifères. Il est notamment fréquemment impliqué dans les mammites bovines .
Il peut parfois être responsable d'infections sévères chez l'homme ,, notamment en cas d'immunodépression ou de présence de matériel étranger.
La sensibilité aux antibiotiques habituels est souvent diminuée et peut poser des problèmes thérapeutiques.
En cas d'atteinte osseuse ou sur un matériel étranger, il faut parfois procéder à une opération chirurgicale pour extraire mécaniquement les tissus infectés en plus du traitement par antibiotique adapté.